# Isfrid Kayser
P. Isfrid Kayser, OPraem. (* 13. března 1712 Türkheim a.d. Wertach [okr. Mindelheim]; † 1. března 1771 Marchtal [dnes obec Obermarchtal, okr. Ehingen/Donau]) byl německý skladatel, premonstát.
Patřil k nejvýznamnějším skladatelům figurální duchovní katolické hudby pozdního baroka. Celý život věnoval výzkumu, zdokonalování a šíření barokního kompozičního stylu v církevní figurální hudbě.

## Dílo
Vesperae I. Longiores de Beatiſſima Virgine ac Glorioſiſſima DEI Genitrice MARIA op. VII/1 (1. Deus in adjutorium, 2. Dixit Dominus Domino meo, 3. Laudate pueri Dominum, 4. Laetatus sum, 5. Nisi Dominus aedificaverit domum, 6. Lauda Jerusalem Dominum, 7. Magnificat anima mea Dominum) - 1754, obnovená premiéra Přeštice 2017 Kolegium pro duchovní hudbu a Consortium musicum.